# Altin Village & Mine
Altin Village & Mine ist ein 2002 gegründetes deutsches Musiklabel. Bis Dezember 2008 war es in Dresden und Leipzig ansässig, seit Mitte 2009 agiert es von Leipzig aus.

## Künstler
Verwurzelt in der sogenannten DIY-Szene, diente das Label zunächst als Plattform für die erste Veröffentlichung der eigenen Band. Hinzu kamen später internationale Künstler wie Future Islands, Deerhoof, Xiu Xiu, Fenster und Phoebe Killdeer & The Shift mit Maria de Medeiros, aber auch deutsche Acts wie Die Goldenen Zitronen, Von Spar, The Robocop Kraus, Sven Kacirek und Yage.

## Festival
Von 2008 bis 2011 veranstaltete das Label im Mai ein zweitägiges Festival La Familia Y Amigos in den befreundeten Leipziger Clubs Conne Island und UT Connewitz. Das Festival wurde von TAZ, Jungle World, Spex, Ventil Verlag, Testcard, Opak, Persona Non Grata, Beatpunk und Rote Raupe präsentiert.